# زد (فیلم)
زِد (در اصل به‌معنی او زنده است) فیلمی فرانسوی‌زبان ساختهٔ کوستا گاوراس، کارگردان یونانی‌الاصل، و با بازی ایو مونتان، ایرنه پاپاس و ژان لویی ترنتینیان است. داستان فیلم پیرامون نامزد ریاست‌جمهوری است که حزب حاکم سعی در حذف نامزد و بقیهٔ اعضا دارد؛ که در سال ۱۹۶۹ بر اساس رمانی به همین نام از واسیلیس واسیلیکوس ساخته شده‌است.
موسیقی این فیلم ساختهٔ میکیس تئودوراکیس، آهنگساز بزرگ یونانی و سازندهٔ موسیقی فیلم‌های حکومت نظامی و زوربای یونانی است.
فیلم با نگاهی به وقایع مربوط به ترور گریگوریس لامبراکیس، سیاستمدار دموکرات یونانی در سال ۱۹۶۳ ساخته شده‌است.

## خلاصهٔ داستان
در کشوری_ که در فیلم نامی از آن نمی‌برند فردی مخالف حکومت بعد از سخنرانی‌اش مورد حمله قرار می‌گیرد و کشته می‌شود …

## جوایز و افتخارات
| جوایز                     | دسته‌بندی                 | نتیجه    | منبع  |
| ------------------------- | ------------------------ | -------- | ----- |
| اسکار                     | بهترین فیلم              | نامزدشده | [ ۲ ] |
| اسکار                     | بهترین کارگردان          | نامزدشده | [ ۲ ] |
| اسکار                     | بهترین نمایشنامه اقتباسی | نامزدشده | [ ۲ ] |
| اسکار                     | بهترین فیلم خارجی        | برنده    | [ ۲ ] |
| اسکار                     | بهترین تدوین             | برنده    | [ ۲ ] |
| بفتا                      | بهترین فیلم              | نامزدشده | [ ۳ ] |
| بفتا                      | بهترین فیلمنامه          | نامزدشده | [ ۳ ] |
| بفتا                      | بهترین تدوین             | نامزدشده | [ ۳ ] |
| بفتا                      | بهترین موسیقی            | برنده    | [ ۳ ] |
| جشنواره کن                | جایزه هیئت داوران        | برنده    | [ ۴ ] |
| جشنواره کن                | نخل طلا                  | نامزدشده | [ ۴ ] |
| جشنواره کن                | بهترین بازیگر            | برنده    | [ ۴ ] |
| گلدن گلوب                 | بهترین فیلم خارجی        | برنده    | [ ۵ ] |
| انجمن منتقدان فیلم        | بهترین فیلم              | برنده    | [ ۶ ] |
| حلقه منتقدان فیلم نیویورک | بهترین فیلم              | برنده    | [ ۷ ] |
| حلقه منتقدان فیلم نیویورک | بهترین کارگردان          | برنده    | [ ۷ ] |